# Allée des Hortensias
L'allée des Hortensias est une voie située dans le 14e arrondissement de Paris, en France.

## Origine du nom

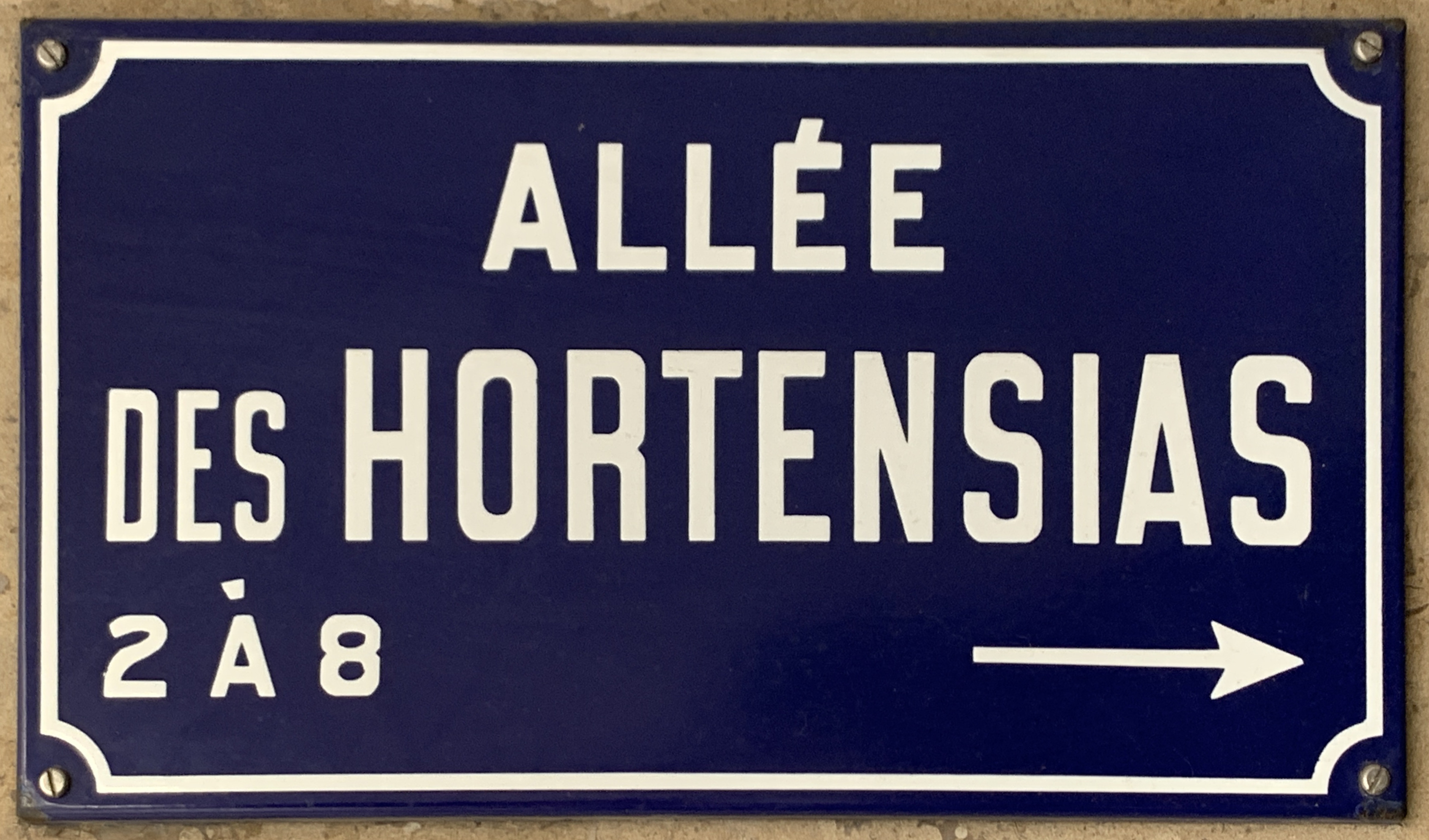
Plaque de l'allée.